# Imst (huyện)
Huyện Imst là một huyện hành chính (Bezirk) ở Tirol, Áo. Huyện này giáp huyện Reutte về phía bắc, và cũng có một đường biên ngắn với Bavaria (Đức), huyện Innsbruck-Land về phía đông, Bolzano-Bozen (Ý) về phía nam, và huyện Landeck về phía tây.
Huyện này có diện tích 1.724,82 km², với dân số 52.658 (15 tháng 5 năm 2001), mật độ dân số 31 người trên mỗi km². Trung tâm hành chính huyện là Imst.

## Địa lý
Huyện này bao gồm các khu vực dưới của thung lũng Inn với các thung lũng phụ Ötztal, Pitztal và Gurgltal, cao nguyên Mieminger. Khu vực này có các núi cao như Stubai Alps, Ötztal Alps, và dãy núi Mieminger.
| Năm    | 1869  | 1880  | 1890  | 1900  | 1910  | 1923  | 1934  | 1939  | 1951  | 1961  | 1971  | 1981  | 1991  | 2001  |
| ------ | ----- | ----- | ----- | ----- | ----- | ----- | ----- | ----- | ----- | ----- | ----- | ----- | ----- | ----- |
| Dân số | 23079 | 22621 | 21387 | 20957 | 21536 | 21842 | 24210 | 25426 | 29954 | 33174 | 38326 | 42358 | 46833 | 52658 |

- Nguồn: Statistik Austria

## Phân chia hành chính
The đô thị của huyện này:
- Arzl im Pitztal
- Haiming
- Imst
- Imsterberg
- Jerzens
- Karres
- Karrösten
- Längenfeld
- Mieming
- Mils bei Imst
- Mötz
- Nassereith
- Obsteig
- Oetz
- Rietz
- Roppen
- Sankt Leonhard im Pitztal
- Sautens
- Silz
- Sölden
- Stams
- Tarrenz
- Umhausen
- Wenns

| edit      | Các thành phố và huyện (Bezirke) của bang Tirol | Các thành phố và huyện (Bezirke) của bang Tirol                                                   | Flag of Austria |
| Tyrol map | Tyrol map                                       | Innsbruck Imst \| Innsbruck-Land \| Kitzbühel \| Kufstein \| Landeck \| Lienz \| Reutte \| Schwaz |                 |